# Cercozous
Els cercozous (Cercozoa) són un fílum de protistas que inclou a la majoria dels ameboides i flagel·lats que s'alimenten per mitjà de filopodis (pseudòpodes filiformes). Aquests es poden restringir a part de la superfície de la cèl·lula, però mai presenten un veritable citostoma o boca com els oposats en molts altres protozous. Els cercozous es presenten en una gran varietat de formes, la qual cosa ha dificultat establir una definició del grup en termes de característiques estructurals, encara que la seva unitat està recolzada per estudis genètics. Cercozoa es relaciona estretament amb Foraminifera i Radiolaria, ameboides que tenen generalment complexes closques, i al costat d'ells constitueixen el supergrup Rhizaria.